# Prix Sidewise
Le prix Sidewise (intitulé anglais : Sidewise Award for Alternate History, soit littéralement « prix Sidewise pour l'uchronie ») est un prix littéraire américain créé en 1995 pour récompenser les meilleures fictions uchroniques en langue anglaise.
Le prix est décerné chaque année et récompense un roman et une nouvelle publiés au cours de l'année précédente.

## Histoire
Le prix est créé vers la fin 1995 par les auteurs américains Robert Schmunk, Evelyn Leeper (en), et Steven H Silver (en) ; il tire son nom de la nouvelle Sidewise in Time de Murray Leinster, publiée en 1934, dans laquelle une étrange tempête provoque l'échange de parties de la Terre avec leur équivalent dans d'autres continuums temporels. Les premiers prix sont annoncés lors de l'été 1996. Le nombre de jurés a fluctué au cours du temps, entre trois et huit, et a comporté des membres provenant des États-Unis, du Royaume-Uni, du Canada et d'Afrique du Sud.
Chaque année, deux prix Sidewise sont décernés lors de la convention de science-fiction Worldcon. Le prix du format long (Long-Form Award) est attribué à des œuvres de plus de 60 000 mots (romans et séries dont l'intrigue est complète au moment du prix). Le prix du format court (Short-Form Award) est décerné à des œuvres d'au plus 60 000 mots (nouvelles, romans courts, poèmes, etc. L'un des lauréats fut une série de bande-dessinée de trois numéros). Un outre, les jurés peuvent à leur discrétion récompenser un individu ou une œuvre d'un prix spécial (Special Achievement Award), réservé aux travaux publiés avant la création du prix ou autres contributions au genre.

## Palmarès

### Format long
La liste suivante recense les lauréats et les finalistes du format long. Les lauréats sont indiqués par une astérisque après leur nom, ainsi que par un fond jaune. Le titre des œuvres est indiqué en français si celui-ci existe, suivi du titre en anglais.
| Année | Auteur(s)                                    | Œuvre | Notes |
| ----- | -------------------------------------------- | --- | --- |
| 1995  | Paul J. McAuley*                             | Les Conjurés de Florence Pasquale's Angel                                                                  | Première publication en anglais au Royaume-Uni par Gollancz en 1994 ; la version primée est celle publiée en 1995 aux États-Unis.                     |
| 1995  | Kim Newman                                   | Le Baron rouge sang (en) The Bloody Red Baron                                                              | |
| 1995  | Richard Dreyfuss et Harry Turtledove         | The Two Georges (en)                                                                                       | |
| 1996  | Stephen Baxter*                              | Voyage | |
| 1996  | Harry Harrison et John Holm (en)             | Trilogie The Hammer and the Cross                                                                          | Inclut les romans The Hammer and the Cross (en) (1993), One King's Way (en) (1996) et King and Emperor (1996)                                         |
| 1996  | Harry Turtledove                             | Quadrilogie Worldwar (en)                                                                                  | Inclut les romans In the Balance (en) (1994), Tilting the Balance (en) (1995), Upsetting the Balance (en) (1996) et Striking the Balance (en) (1996). |
| 1996  | Orson Scott Card                             | La Rédemption de Christophe Colomb Pastwatch: The Redemption of Christopher Columbus                       | |
| 1997  | Harry Turtledove*                            | How Few Remain (en)                                                                                        | |
| 1997  | Michael Swanwick                             | Jack Faust                                                                                                 | |
| 1997  | Peter Delacorte                              | Time on My Hands                                                                                           | |
| 1998  | Stephen Fry*                                 | Making History (en)                                                                                        | Publication originale au Royaume-Uni par Hutchinson (en) en 1996.                                                                                     |
| 1998  | Greg Bear                                    | Dinosaur Summer (uk)                                                                                       | |
| 1998  | Pamela Sargent                               | Climb the Wind                                                                                             | |
| 1999  | Brendan DuBois*                              | Resurrection Day (en)                                                                                      | |
| 2000  | Mary Gentle*                                 | Le Livre de Cendres Ash: A Secret History                                                                  | |
| 2000  | S. M. Stirling                               | Trilogie Nantucket (en)                                                                                    | Inclut Island in the Sea of Time (en) (1998), Against the Tide of Years (en) (1999) et On the Oceans of Eternity (en) (2000)                          |
| 2000  | Suzanne Allés Blom                           | Inca: The Scarlet Fringe                                                                                   | |
| 2001  | J. N. Stroyar*                               | The Children's War (en)                                                                                    | |
| 2001  | Allen Steele                                 | Chronospace                                                                                                | |
| 2001  | J. Gregory Keyes                             | L'Âge de déraison The Age of Unreason                                                                      | Inclut Les Démons du Roi-Soleil (en) (1998), L'Algèbre des anges (en) (1999), L'Empire de la déraison (2000) et Les Ombres de Dieu (2001).            |
| 2002  | Harry Turtledove*                            | Ruled Britannia (en)                                                                                       | |
| 2002  | Martin J. Gidron*                            | The Severed Wing                                                                                           | |
| 2002  | Christopher Priest                           | La Séparation The Separation                                                                               | |
| 2002  | Gary Blackwood (en)                          | The Year of the Hangman (en)                                                                               | |
| 2002  | S. M. Stirling                               | The Peshawar Lancers (en)                                                                                  | |
| 2003  | Murray Davies (en)*                          | Collaborator (en)                                                                                          | |
| 2003  | Larry Kirwan                                 | Liverpool Fantasy                                                                                          | |
| 2003  | Mitchell Freedman                            | A Disturbance of Fate                                                                                      | |
| 2003  | S. M. Stirling                               | Conquistador (en)                                                                                          | |
| 2004  | Philip Roth*                                 | Le Complot contre l'Amérique The Plot Against America                                                      | |
| 2005  | Ian R. MacLeod*                              | Les Îles du Soleil The Summer Isles                                                                        | |
| 2005  | Paul Park                                    | A Princess of Roumania                                                                                     | |
| 2005  | Sophia McDougall (en)                        | Romanitas (en)                                                                                             | |
| 2006  | Charles Stross*                              | Les Princes-marchands (en), vol. 1-3                                                                       | Inclut Une affaire de famille (2004), Un secret de famille (2005) et Famille et Cie (2006).                                                           |
| 2006  | Harry Turtledove                             | The Disunited States of America (en)                                                                       | |
| 2006  | Jo Walton                                    | Le Cercle de Farthing (en) Farthing                                                                        | |
| 2006  | Paul Park                                    | The Tourmaline                                                                                             | |
| 2006  | Robert Conroy                                | 1862 (en)                                                                                                  | |
| 2007  | Michael Chabon*                              | Le Club des policiers yiddish The Yiddish Policemen's Union                                                | |
| 2007  | Jay Lake                                     | Mainspring (en)                                                                                            | |
| 2007  | Jo Walton                                    | Hamlet au paradis (en) Ha'penny                                                                            | |
| 2007  | Mary Gentle                                  | Ilario (en)                                                                                                | Publié en deux volumes en 2007 aux États-Unis, mais en un seul volume en 2006 au Royaume-Uni.                                                         |
| 2007  | Robert Conroy                                | 1945 (en)                                                                                                  | |
| 2007  | Sophia McDougall (en)                        | Rome Burning (en)                                                                                          | |
| 2008  | Chris Roberson (en)*                         | The Dragon's Nine Sons                                                                                     | |
| 2008  | Adam Roberts                                 | Swiftly | |
| 2008  | George Mann (en)                             | The Affinity Bridge                                                                                        | |
| 2008  | Jo Walton                                    | Une demi-couronne (en) Half a Crown                                                                        | |
| 2008  | Terry Pratchett                              | Nation | |
| 2009  | Robert Conroy*                               | 1942 (en)                                                                                                  | |
| 2010  | Eric Swedin (en)*                            | When Angels Wept: A What-If History of the Cuban Missile Crisis                                            | |
| 2010  | Adam Chamberlain (en) et Brian A. Dixon (en) | Columbia & Britannia (en)                                                                                  | |
| 2010  | Jay Lake                                     | Pinion | |
| 2010  | Robert Conroy                                | Red Inferno: 1945 (en)                                                                                     | |
| 2011  | Ian R. MacLeod*                              | Wake Up and Dream (en)                                                                                     | |
| 2011  | Ekaterina Sedia (en)                         | Heart of Iron                                                                                              | |
| 2011  | Ian McDonald                                 | L'Odyssée des mondes (en) Planesrunner                                                                     | |
| 2011  | Jeff Greenfield (en)                         | Then Everything Changed: Stunning Alternate Histories of American Politics: JFK, RFK, Carter, Ford, Reagan | |
| 2011  | Lavie Tidhar                                 | Camera Obscura                                                                                             | |
| 2011  | Robert Conroy                                | Castro's Bomb (en)                                                                                         | |
| 2011  | Robert Conroy                                | Himmler's War (en)                                                                                         | |
| 2012  | C. J. Sansom*                                | Dominion (en)                                                                                              | |
| 2012  | Jack McDevitt et Mike Resnick                | The Cassandra Project                                                                                      | |
| 2012  | Mark Hodder (en)                             | Expedition to the Mountains of the Moon                                                                    | |
| 2012  | Matt Ruff                                    | The Mirage (en)                                                                                            | |
| 2012  | Thomas Brennan (en)                          | Doktor Glass                                                                                               | |
| 2013  | Bryce Zabel (en)*                            | Surrounded by Enemies: What If Kennedy Survived Dallas?                                                    | |
| 2013  | D. J. Taylor (en)*                           | The Windsor Faction                                                                                        | |
| 2013  | Mark Hodder (en)                             | The Secret of Abdu el Yezdi                                                                                | |
| 2013  | Robert Conroy                                | 1920: America's Great War (en)                                                                             | |
| 2014  | Kristine Kathryn Rusch*                      | The Enemy Within                                                                                           | |
| 2014  | Alexander M. Grace, Sr.                      | Second Front: The Allied Invasion of France, 1942-1943: An Alternative History                             | |
| 2014  | Allen Steele                                 | V-S Day (en)                                                                                               | |
| 2014  | Jo Walton                                    | Mes vrais enfants (en) My Real Children                                                                    | |
| 2014  | Tony Schumacher                              | The Darkest Hour                                                                                           | |
| 2015  | Julie Mayhew*                                | The Big Lie                                                                                                | |
| 2015  | Harry Turtledove                             | Joe Steele (en)                                                                                            | |
| 2015  | Tony Schumacher                              | The British Lion                                                                                           | |
| 2016  | Ben H. Winters*                              | Underground Airlines                                                                                       | |
| 2016  | Nick Wood                                    | Azanian Bridges                                                                                            | |
| 2016  | Richard Beard (en)                           | Acts of the Assassins                                                                                      | |
| 2017  | Bryce Zabel (en)*                            | Once There Was a Way (en)                                                                                  | |
| 2017  | Alan Smale                                   | Trilogie The Clash of Eagles                                                                               | Comprend Clash of Eagles (2015), Eagle in Exile (2016) et Eagle and Empire (2017)                                                                     |
| 2017  | Brent Harris                                 | A Time of Need                                                                                             | |
| 2017  | Elan Mastai (en)                             | All Our Wrong Todays (en)                                                                                  | |
| 2017  | Gregory Benford                              | The Berlin Project (en)                                                                                    | |
| 2018  | Mary Robinette Kowal*                        | Vers les étoiles The Calculating Stars                                                                     | |
| 2018  | Charles Rosenberg                            | The Trial and Execution of the Traitor George Washington                                                   | |
| 2018  | Hannu Rajaniemi                              | Summerland                                                                                                 | |
| 2018  | Lavie Tidhar                                 | Aucune terre n'est promise Unholy Land                                                                     | |
| 2019  | Annalee Newitz*                              | The Future of Another Timeline (en)                                                                        | |
| 2019  | Jared Kavanagh                               | Walking through Dreams                                                                                     | |
| 2019  | John Laband                                  | The Fall of Rorke's Drift: An Alternate History of the Anglo-Zulu War of 1879                              | |
| 2019  | K. Chess                                     | Famous Men Who Never Lived (en)                                                                            | |
| 2020  | Adrian Tchaikovsky*                          | The Doors of Eden                                                                                          | |
| 2020  | Dennis Bock (en)                             | The Good German                                                                                            | |
| 2020  | Charles Rosenberg                            | The Day Lincoln Lost                                                                                       | |
| 2020  | Junior Burke (en)                            | The Cold Last Swim                                                                                         | |
| 2020  | Mary Robinette Kowal                         | Sur la Lune (en) The Relentless Moon                                                                       | |
| 2021  | Laurent Binet*                               | Civilizations                                                                                              | Publié en français en 2019 ; traduit en anglais par Sam Taylor.                                                                                       |
| 2021  | Chris Hadfield                               | The Apollo Murders                                                                                         | |
| 2021  | Laura Frankos (en)                           | Broadway Revival                                                                                           | |
| 2021  | Natasha Pulley (en)                          | The Kingdoms                                                                                               | |
| 2022  | B. L. Blanchard*                             | The Peacekeeper                                                                                            | |
| 2022  | Harry Turtledove                             | Three Miles Down                                                                                           | |
| 2022  | J. O. Morgan (en)                            | Appliance                                                                                                  | |
| 2022  | Josh Weiss                                   | Beat the Devils                                                                                            | |
| 2022  | Kung Li Sun                                  | Begin the World Over                                                                                       | |
| 2022  | R. F. Kuang                                  | Babel Babel, or the Necessity of Violence                                                                  | |
| 2023  | Francis Spufford (en)*                       | Cahokia Jazz (en)                                                                                          | |
| 2023  | Harry Turtledove                             | The Wages of Sin                                                                                           | |
| 2023  | Josh Weiss                                   | Sunset Empire                                                                                              | |
| 2023  | Sandra Newman (en)                           | Julia | |

### Format court
La liste suivante recense les lauréats et les finalistes du format court. Les lauréats sont indiqués par une astérisque après leur nom, ainsi que par un fond jaune. Le titre des œuvres est indiqué en français si celui-ci existe, suivi du titre en anglais.
| Année | Auteur(s)                                                                                     | Œuvre                                                                                         | Notes |
| ----- | --------------------------------------------------------------------------------------------- | --------------------------------------------------------------------------------------------- | --- |
| 1995  | Stephen Baxter*                                                                               | Brigantia's Angels                                                                            | |
| 1995  | Stephen Dedman (en)                                                                           | From Whom All Blessings Flow                                                                  | |
| 1995  | David Garnett                                                                                 | Brute Skill                                                                                   | |
| 1995  | Jonathan Lethem et Carter Scholz (en)                                                         | Receding Horizon                                                                              | |
| 1995  | Maureen McHugh                                                                                | The Lincoln Train                                                                             | |
| 1995  | Harry Turtledove                                                                              | Must and Shall                                                                                | |
| 1995  | Howard Waldrop                                                                                | You Could Go Home Again                                                                       | |
| 1996  | Walter Jon Williams*                                                                          | Les Diables étrangers Foreign Devils                                                          | |
| 1996  | William Barton (en)                                                                           | Age of Aquarius                                                                               | |
| 1996  | John Kessel                                                                                   | The Miracle of Ivar Avenue                                                                    | |
| 1996  | Kim Newman et Eugene Byrne (en)                                                               | Abdication Street                                                                             | |
| 1996  | Mark W. Tiedemann (en)                                                                        | Resurrection                                                                                  | |
| 1997  | William Sanders (en)*                                                                         | The Undiscovered (en)                                                                         | |
| 1997  | Lee Allred                                                                                    | For the Strength of the Hills                                                                 | |
| 1997  | Roland J. Green                                                                               | The King of Poland's Foot Cavalry                                                             | |
| 1997  | Kim Newman et Eugene Byrne (en)                                                               | Teddy Bears' Picnic (en)                                                                      | |
| 1998  | Ian R. MacLeod*                                                                               | Les Îles du Soleil The Summer Isles                                                           | La nouvelle est la version raccourcie d'un roman que MacLeod n'avait pas réussi à vendre. Le succès de la nouvelle conduit à la publication du roman en 2005, lequel est également lauréat du prix Sidewise cette année là. |
| 1998  | Stephen Baxter et Arthur C. Clarke                                                            | The Wire Continuum                                                                            | |
| 1998  | Robert Silverberg                                                                             | Waiting for the End                                                                           | |
| 1998  | Howard Waldrop                                                                                | US                                                                                            | |
| 1999  | Alain Bergeron*                                                                               | Le Huitième Registre The Eighth Register                                                      | Publication en français en 1993 ; traduit en anglais par Howard Scott. |
| 1999  | Jan Lars Jensen                                                                               | Secret History of the Ornithopter                                                             | |
| 1999  | Robert Silverberg                                                                             | A Hero of the Empire                                                                          | |
| 1999  | Robert Silverberg                                                                             | Getting to Know the Dragon                                                                    | |
| 2000  | Ted Chiang*                                                                                   | Soixante-douze lettres (en) Seventy-Two Letters                                               | |
| 2000  | Eugene Byrne (en)                                                                             | HMS Habakkuk                                                                                  | |
| 2000  | Paul J. McAuley                                                                               | A Very British History                                                                        | |
| 2000  | Kim Newman                                                                                    | The Other Side of Midnight: Anno Dracula 1981                                                 | |
| 2000  | Carla Cristina Pereira (pt)                                                                   | Xochiquetzal                                                                                  | Pubilé en portugais en 1999 sous le titre Xochiquetzal e a esquadra da vingança ; traduit en anglais par David Alan Prescott.                                                                                               |
| 2001  | Ken MacLeod*                                                                                  | Le Front pour l'humanité The Human Front                                                      | |
| 2001  | Stephen Baxter et Simon Bradshaw                                                              | First to the Moon                                                                             | |
| 2002  | William Sanders (en)*                                                                         | Empire                                                                                        | |
| 2002  | Charles Coleman Finlay (en)                                                                   | We Come Not to Praise Washington                                                              | |
| 2002  | John Kessel                                                                                   | The Invisible Empire                                                                          | |
| 2002  | Robert Silverberg                                                                             | With Caesar in the Underworld                                                                 | |
| 2002  | Walter Jon Williams                                                                           | The Last Ride of German Freddie                                                               | |
| 2003  | Chris Roberson (en)*                                                                          | O One                                                                                         | |
| 2003  | Ricard de la Casa et Pedro Jorge Romero (es)                                                  | The Day We Went Through the Transition                                                        | Publié en espagnol en 1997 sous le titre El día que hicimos la Transición ; traduit par Yolanda Molina-Gavilán. |
| 2003  | Geoffrey Landis                                                                               | The Eyes of America                                                                           | |
| 2003  | Robert L. O'Connell                                                                           | The Cuban Missile Crisis: Second Holocaust                                                    | |
| 2003  | Robert Silverberg                                                                             | The Reign of Terror                                                                           | |
| 2004  | Warren Ellis (scénariste), Chris Weston (en) (dessinateur) et Laura DuPuy Martin (coloriste)* | Ministère de l'espace (en) Ministry of Space                                                  | Série de comic books de 3 numéros. |
| 2004  | L. Timmel Duchamp                                                                             | The Heloise Archive                                                                           | |
| 2004  | Sean Klein                                                                                    | Five Guys Named Moe                                                                           | |
| 2004  | John McDaid                                                                                   | The Ashbazu Effect                                                                            | |
| 2004  | Chris Roberson (en)                                                                           | Red Hands, Black Hands                                                                        | |
| 2004  | Lois Tilton (en)                                                                              | The Gladiator's War: A Dialogue                                                               | |
| 2005  | Lois Tilton (en)*                                                                             | Pericles the Tyrant                                                                           | |
| 2005  | William Barton (en)                                                                           | Harvest Moon                                                                                  | |
| 2005  | A. M. Dellamonica (en)                                                                        | The Illuminated Heretic                                                                       | |
| 2005  | Kim Newman et Paul McAuley                                                                    | The 2005 Hugo Award Ceremony Script                                                           | |
| 2005  | Jason Stoddard                                                                                | Panacea                                                                                       | |
| 2006  | Gardner Dozois*                                                                               | Counterfactual                                                                                | |
| 2006  | Stephen Baxter                                                                                | The Pacific Mystery                                                                           | |
| 2006  | Maya Kaathryn Bohnhoff (en)                                                                   | O, Pioneer                                                                                    | |
| 2006  | Chris Floyd                                                                                   | History Lesson                                                                                | |
| 2006  | Martin Gidron                                                                                 | Palestina                                                                                     | |
| 2006  | Brian Stableford                                                                              | The Plurality of Worlds                                                                       | |
| 2006  | Andrew Tisbert                                                                                | The Meteor of the War                                                                         | |
| 2007  | Michael Flynn*                                                                                | Quaestiones Super Caelo et Mundo                                                              | |
| 2007  | Kristine Kathryn Rusch*                                                                       | Recovering Apollo 8                                                                           | |
| 2007  | Elizabeth Bear                                                                                | Les Innocents/Lumiere                                                                         | |
| 2007  | Matthew Johnson                                                                               | Public Safety                                                                                 | |
| 2007  | Jess Nevins (en)                                                                              | An Alternate History of Chinese Science Fiction                                               | |
| 2007  | Chris Roberson (en)                                                                           | Metal Dragon Year                                                                             | |
| 2007  | John Scalzi                                                                                   | Missives from Possible Futures #1: Alternate History Search Results                           | |
| 2008  | Mary Rosenblum*                                                                               | Sacrifice                                                                                     | |
| 2008  | Tobias Buckell                                                                                | The People's Machine                                                                          | |
| 2008  | Albert E. Cowdrey (en)                                                                        | Poison Victory                                                                                | |
| 2008  | Paul McAuley                                                                                  | A Brief Guide to Other Histories                                                              | |
| 2008  | T. L. Morganfield                                                                             | Night Bird Soaring                                                                            | |
| 2008  | Kristine Kathryn Rusch                                                                        | G-Men                                                                                         | |
| 2009  | Alastair Reynolds*                                                                            | The Fixation                                                                                  | |
| 2009  | Paul Di Filippo                                                                               | Yes, We Have No Bananas                                                                       | |
| 2009  | Chris Roberson (en)                                                                           | Edison's Frankenstein                                                                         | |
| 2009  | Bruce Sterling                                                                                | Black Swan                                                                                    | |
| 2009  | Sarah Zettel                                                                                  | The Persistence of Souls                                                                      | |
| 2010  | Alan Smale*                                                                                   | A Clash of Eagles                                                                             | |
| 2010  | Eleanor Arnason                                                                               | Mammoths of the Great Plains                                                                  | |
| 2010  | Barry B. Longyear                                                                             | Alten Kameraden                                                                               | |
| 2010  | Ken MacLeod                                                                                   | Sidewinders                                                                                   | |
| 2010  | William F. Wu                                                                                 | Goin' Down to Anglotown                                                                       | |
| 2011  | Lisa Goldstein*                                                                               | Paradise Is a Walled Garden                                                                   | |
| 2011  | Michael F. Flynn                                                                              | The Iron Shirts                                                                               | |
| 2011  | Jason Stoddard                                                                                | Orion Rising                                                                                  | |
| 2011  | Harry Turtledove                                                                              | Lee at the Alamo (en)                                                                         | |
| 2012  | Rick Wilber (en)*                                                                             | Something Real                                                                                | |
| 2012  | Lou Antonelli (en)                                                                            | Great White Ship                                                                              | |
| 2012  | Sean McMullen                                                                                 | Steamgothic                                                                                   | |
| 2012  | Ian Sales (en)                                                                                | Adrift on the Sea of Rains                                                                    | |
| 2012  | Catherynne M. Valente                                                                         | Fade to White                                                                                 | |
| 2013  | Vylar Kaftan (en)                                                                             | The Weight of the Sunrise (en)                                                                | |
| 2013  | Ken Liu                                                                                       | A Brief History of the Trans-Pacific Tunnel                                                   | |
| 2013  | Adam Roberts                                                                                  | Tollund                                                                                       | |
| 2013  | Kristine Kathryn Rusch                                                                        | Uncertainty                                                                                   | |
| 2013  | Harry Turtledove                                                                              | Cayos in the Stream                                                                           | |
| 2013  | Ian Watson                                                                                    | Blair's War                                                                                   | |
| 2014  | Ken Liu*                                                                                      | Long-courrier The Long Haul: From the Annals of Transportation, The Pacific Monthly, May 2009 | |
| 2014  | Igor Ljubuncic                                                                                | The Girl with the Flaxen Hair                                                                 | |
| 2014  | Robert Reed                                                                                   | The Principles                                                                                | |
| 2014  | Aaron Rosenberg                                                                               | Let No Man Put Asunder                                                                        | |
| 2014  | Lewis Shiner                                                                                  | The Black Sun                                                                                 | |
| 2014  | Harry Turtledove                                                                              | The More It Changes                                                                           | |
| 2015  | Bill Crider*                                                                                  | It Doesn't Matter Anymore                                                                     | |
| 2015  | Eneasz Brodski                                                                                | Red Legacy                                                                                    | |
| 2015  | Eric Cline                                                                                    | Elizabethtown                                                                                 | |
| 2015  | Rev Dicerto                                                                                   | Losing Amelia                                                                                 | |
| 2015  | Ken Poyner                                                                                    | The Last of Time                                                                              | |
| 2015  | James Reasoner (en)                                                                           | The Hero of Deadwood                                                                          | |
| 2016  | Daniel Bensen*                                                                                | Treasure Fleet                                                                                | |
| 2016  | Adam Rovner*                                                                                  | What If the Jewish State Had Been Established in East Africa                                  | |
| 2016  | Anna Belfrage                                                                                 | The Danish Crutch                                                                             | |
| 2016  | Brent A. Harris et Ricardo Victoria                                                           | Twilight of the Mezozoic Moon                                                                 | |
| 2016  | G. K. Holloway                                                                                | The Battle of London Bridge                                                                   | |
| 2016  | Bruce Sterling                                                                                | Pirate Utopia                                                                                 | |
| 2017  | Harry Turtledove*                                                                             | Zigeuner (en)                                                                                 | |
| 2017  | Tom Anderson et Bruno Lombardi                                                                | N'oublions jamais                                                                             | |
| 2017  | Dave D'Alessio                                                                                | The Twenty Year Reich                                                                         | |
| 2017  | Nisi Shawl                                                                                    | Sun River                                                                                     | |
| 2018  | Oscar (Xiu) Ramirez et Emmanuel Valtierra*                                                    | Codex Valtierra                                                                               | |
| 2018  | Rick Wilber (en)                                                                              | The Secret City                                                                               | |
| 2019  | Harry Turtledove*                                                                             | Christmas Truce                                                                               | |
| 2019  | Seanan McGuire                                                                                | Any Way the Wind Blows                                                                        | |
| 2019  | Christopher G. Nuttall                                                                        | Drang Nach Osten                                                                              | |
| 2019  | Christopher G. Nuttall                                                                        | The Kaiserin of the Seas                                                                      | |
| 2019  | William Stroock                                                                               | The Blue and the Red: Palmerston's Ironclads                                                  | |
| 2020  | Matthew Kresal*                                                                               | Moonshot                                                                                      | |
| 2020  | Andrew J. Harvey                                                                              | 1827: Napoleon in Australia                                                                   | |
| 2020  | Sean McMullen                                                                                 | Wheel of Echoes                                                                               | |
| 2021  | Alan Smale*                                                                                   | Gunpowder Treason                                                                             | |
| 2021  | Matt Kresal                                                                                   | Hitchcock's Titanic                                                                           | |
| 2021  | Rick Wilber (en)                                                                              | Billie the Kid                                                                                | |
| 2022  | Eric Choi*                                                                                    | A Sky and a Heaven                                                                            | |
| 2022  | Wole Talabi (en)*                                                                             | A Dream of Electric Mothers                                                                   | |
| 2022  | Michael Cassutt                                                                               | Kingsbury 1944                                                                                | |
| 2022  | Paul Levinson (en)                                                                            | It's Real Life                                                                                | |
| 2022  | Gillian Polack (en)                                                                           | Why the Bridgemasters of York Don't Pay Taxes                                                 | |
| 2023  | Rosemary Claire Smith*                                                                        | Apollo in Retrograde                                                                          | |
| 2023  | Mark Ciccone                                                                                  | Toe-to-Toe                                                                                    | |

### Prix spéciaux
| Année | Lauréat            | Notes |
| ----- | ------------------ | --- |
| 1995  | L. Sprague de Camp | Pour des œuvres majeures de l'uchronie, dont De peur que les ténèbres (1939), The Wheels of If (en) (1940) et Aristotle and the Gun (en) (1958).                                                      |
| 1997  | Robert N. Sobel    | Pour le roman For Want of a Nail (en), publié en 1973. |
| 1999  | Randall Garrett    | Pour les fictions du Lord Darcy (en), dont la collection de nouvelles Murder and Magic (en), le roman Tous des magiciens, la collection Lord Darcy Investigates (en) et la nouvelle The Spell of War. |
| 2018  | Eric Flint         | Pour son soutien aux auteurs du genre, particulièrement à travers la série 1632 (en). |